# Floribundaria glabrata
Floribundaria glabrata är en bladmossart som beskrevs av Brotherus 1928. Floribundaria glabrata ingår i släktet Floribundaria och familjen Meteoriaceae. Inga underarter finns listade i Catalogue of Life.